# Pedra do Anta
Pedra do Anta é um município brasileiro do estado de Minas Gerais. Sua população recenseada em 2022 era de 3 311 habitantes.
O Major José Luis da Silva Viana foi o fundador da cidade e primeiro cultivador de café da região. As sementes eram trazidas da cidade de Meca (Arábia Saudita).
O Major José Luis da Silva Viana, depois da guerra do Paraguai, em 1864, como era da Guarda nacional, ficou de posse de sete léguas de terra nesta região. No tempo de D. Pedro II, as terras eram devolutas, não tinham dono.
Em 1820, o Major José Luis da Silva Viana residia neta região como posseiro. Foi combatente da Guarda Nacional na Guerra do Paraguai, em 1864, sendo vencedor.

## Festas tradicionais do Município
- Festa de São Sebastião: É a festa do padroeiro da cidade. Começa no dia 11 de janeiro até o dia 20 de janeiro. Ocorre participações de padres de outras cidades. Logo após a missa tem uma pequena festa com barracas e um forró. No domingo ocorre leilões, benção dos animais, cavalgada pela cidade, etc.
- Festa do peão de boiadeiro (rodeio): É realizado no mês de setembro. São três dias: sexta-feira, sábado e domingo.

## Esporte
Pedra do Anta investe pouco no esporte, sendo que existem três times na zona urbana e três na zona rural, além do ITAPIR Futebol Clube, que é o time principal da cidade.
O ITAPIR já conquistou o Campeonato Regional do Açúcar, tendo como destaque o atleta Lelão. O título foi conquistado, na cidade de Piedade de Ponte Nova, com gol do atleta Thiago Amarante Viana Schitini.
Já houve também a conquista do Campeonato de Viçosa, pelo time do sub-17.

## Relevo, clima e hidrografia
A altitude da sede é de 680 m. O clima é do tipo tropical de altitude com chuvas durante o verão e temperatura média anual em torno de 19°C, com variações entre 14°C (média das mínimas) e 26°C (média das máximas). (ALMG) O município integra a bacia do Rio Doce, sendo banhado pelo Rio Casca.